# 伊夫氏低線鱲
伊夫氏低線鱲（学名：Barilius evezardi）为輻鰭魚綱鯉形目鲤科的一個種，分布於亞洲印度馬哈拉斯查邦，體長可達11公分，棲息在水質清澈，礫石底質的溪流。

## 扩展阅读
維基物種上的相關：伊夫氏低線鱲